# Playa de los Bateles
La playa de los Bateles se encuentra en Conil de la Frontera (Cádiz, España), en la Costa de la Luz. Tiene una extensión de 850 metros de largo por 130 metros de ancho, y discurre junto al centro de la localidad desde la desembocadura del río Salado. La composición del suelo es de arena fina y dorada, y el oleaje es moderado.
La playa cuenta con un paseo marítimo, y es una de las más concurridas de Conil, aunque la amplitud de la misma permite asentarse en ella sin sufrir excesivas aglomeraciones. La zona de la desembocadura del río Salado es muy recomendable para la práctica de deportes como el windsurf. La playa está dotada de servicios como equipo de salvamento y zona de aparcamientos. Además, existen varios chiringuitos y una gran variedad de establecimientos en sus proximidades.